# رودریگو سزار کاسترو کابرال
رودریگو سزار کاسترو کابرال (به پرتغالی: Rodrigo Cesar Castro Cabral) هافبک اهل برزیل است که در شهر Guarapuava و در تاریخ ۵ فوریهٔ ۱۹۸۲ به دنیا آمده‌است.
رودریگو سزار کاسترو کابرال در تیم‌های فوتبال Atlético Paranaense سابقهٔ حضور دارد.